# كرة (كرة القدم)

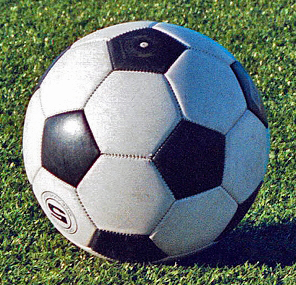
كرة أديداس تيلنستار ذو التقاطعات الخماسية

كرة القدم هي الأداة الوحيدة المستخدمة في لعبة كرة القدم. وتحدد قوانين لعبة كرة القدم الكرة المستخدمة في المباريات الرسمية في نوع معين من كرة القدم موحد الحجم والوزن والمادة المصنعة منها.
اكتشفت كرة القدم في بداية الأمر من ركل قربة مصنوعة من جلود الحيوانات، ومع مرور الوقت تطورت كرات القدم إلى ما تبدو عليه اليوم، حيث كان لاكتشاف تشارلز جوديير طريقة تقوية المطاط أثر كبير في تصميم كرة القدم وتطورها في الزمن الماضي، وحالياً تقدم البحوث التكنولوجية والدراسات العلمية لتحسين أداء كرة القدم وتطورها. وضعت أول مواصفات لكرة القدم في عام 1863 من قبل الاتحاد الإنجليزي لكرة القدم لتكون من الجلد المتضخمة، مع أغطية جلدية للمساعدة في الحفاظ على الشكل الكروي لكرة القدم.

## التاريخ
وفقاً لمراجع تاريخية وأسطورية، يقال بأن الركل بدأ من وقت مبكر جداً من الزمن بعد الانتصار في الحروب؛ حيث يتم ركل الجماجم البشرية للأعداء. وفي الفترة من عام 255 قبل الميلاد إلى 220 بعد الميلاد، لعبت لعبة تسمى تشو تسو في الصين، تعتمد على ركل جلد مستخرج من الحيوانات بعد ربط القطبين بواسطة الخيط، وذكر بعض المؤرخين بعض طقوس المصريين القدماء تشابه ركل كرة القدم، كما ذكر أن كلاً من الإغريق والرومان لعبوا ألعاباً تنطوي على حمل وركل مجسم شبه كروي.
تذكر أساطير ما قبل القرون الوسطى وجود لعبة تعتمد على ركل اجمجمة على طول طريق يمتد من أول قرية إلى ساحة القرية المجاورة ويحقق من يفعل ذلك بنجاح مناصب قيادية مما تسببت أعمال شغب كبيرة أوقفت هذه اللعبة. وفي العصور الوسطى تم اتخاذ قربة من جلود الخنازير على هيئة كيس في لعبة تلعب باستخدام الأيدي والأرجل، للحفاظ على كيس القربة في الهواء. التنبؤ بسلوك الكرة عند الركل.
في عام 1836، نال تشارلز جوديير براءة اختراع عن كرة من المطاط المقوى. طور تشارلز جوديير اختراعه لتصبح الكرة في عام 1855 كما في الصورة على اليسار التي يتم عرضها في قاعة المتحف الوطني لكرة القدم الذي يقع في نيويورك، الولايات المتحدة الأمريكية. شهد العام 1862 أول نفخ للكرات بواسطة ثقب واحد قابل للإغلاق في قربة المطاط.
في عام 1863، اجتمع مجموعة من الإنجليز للتوصل إلى قوانين للعبة كرة القدم ولم يقدم هذا الاجتماع أي قوانين ولكنه يعد المحاولة الأولى لإيجاد القوانين والقواعد للعبة. في عام 1872 تم عقد الاجتماع مرة أخرى وتم الاتفاق على أن الكرة «يجب أن تكون كروية مع محيط من 27 حتى 28 بوصة» (68.58 سم إلى 71.1 سم) وتم الاختلاف على وزن الكرة حيث أنه يختلف في أوقات المباراة ولكن تم الاتفاق على أن يكون من 13-15 أو 14-16 أوقية عند بداية اللعب. كنتيجة مباشرة لتأسيس الدوري الإنكليزي لكرة القدم تأسست في عام 1888 أول شركتين لإنتاج كرات القدم في العالم وهما شركة ميتري وشركة ثوملينسون أوف جلاسكو، استُخدمت مهارات تقطيع الجلود كعنصر رئيسي في زيادة جودة نوعية كرة القدم واستطاعت الشركتان إنتاج كرات ذات شكل أكثر قبولاً من السابق

## تسلسل تطور كرة القدم

### من 1900 إلى 1930

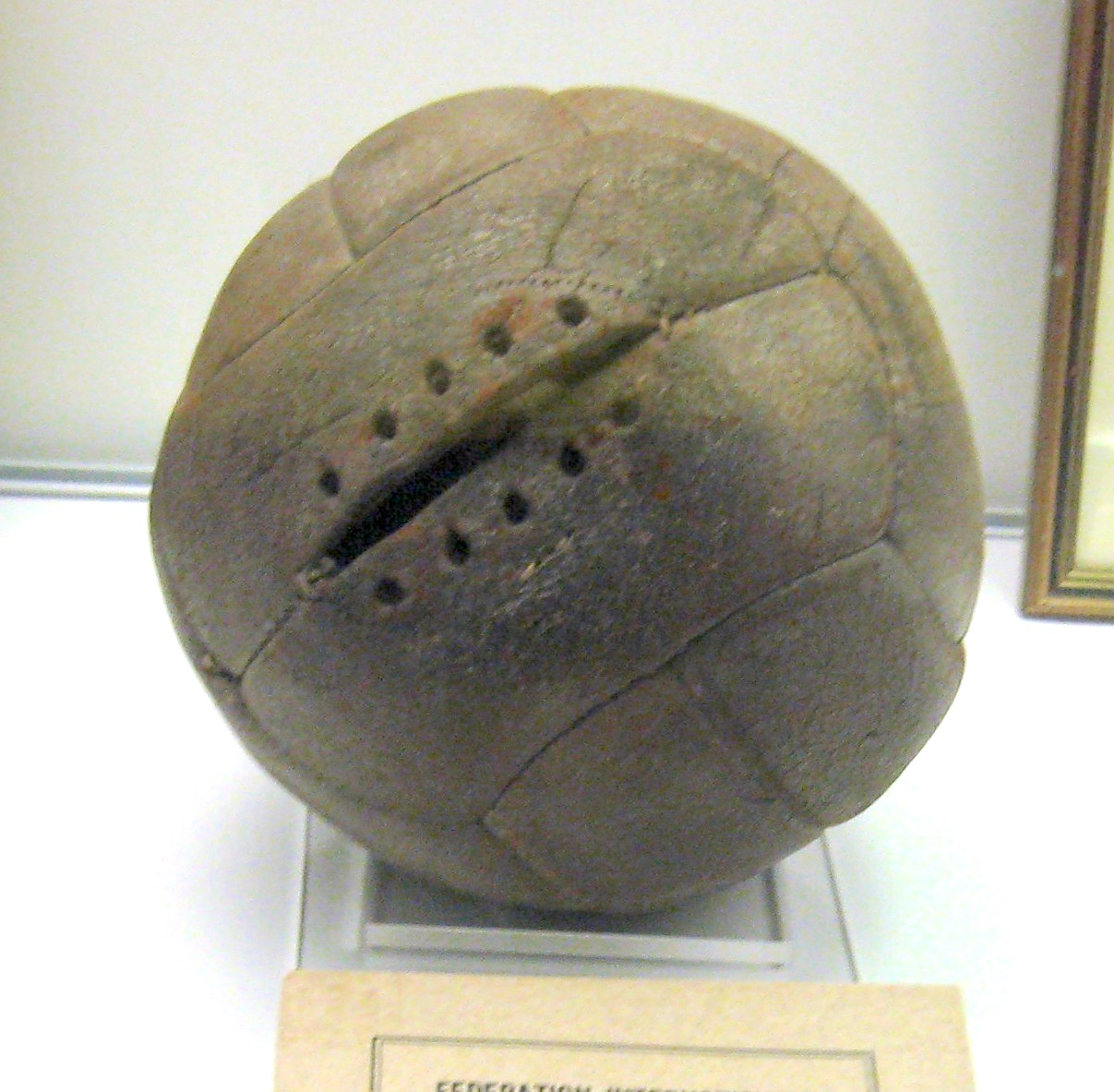
كرة القدم الأرجنتينية المستخدمة في الشوط الأول لنهائي كأس العالم لكرة القدم 1930.

شهد العام 1900 م محاولات لاكتشاف نوع أقوى من المطاط يمكنه تحمل ضغط أقوى وقوة أكبر؛ كانت أشهر هذه المحاولات إضافة أنابيب داخلية مكسوّة بالجلد البني الثقيل، وقد تميزت هذه الكرات بأنها يمكن أن ترتد بسهولة بعد الركل، وكانت معظم هذه الكرات مغطاة بالجلود المدبوغة، ومقسمة إلى ثمانية عشر قسماً مرتبةً في ستة لوحات في كلٍ منها ثلاث شرائح وكان كل قسم مخيط باليد بواسطة رقائق القنب والدانتيل مع فتحة صغيرة على جانب واحد لإدخال الهواء. على الرغم من جودة هذه الكرة في ذلك الوقت، إلا أنه كان يعيبها زيادة انتفاخ الكرة أثناء المباراة، إضافة إلى أن ركلها كان يسبب الكثير من الألم للاعبين، إضافة إلى خصائص امتصاص الماء من قبل الجلد في الأجواء الممطرة مما يجعل الكرة ثقيلة جداً وتتسبب في إصابات الرأس والقدمين.

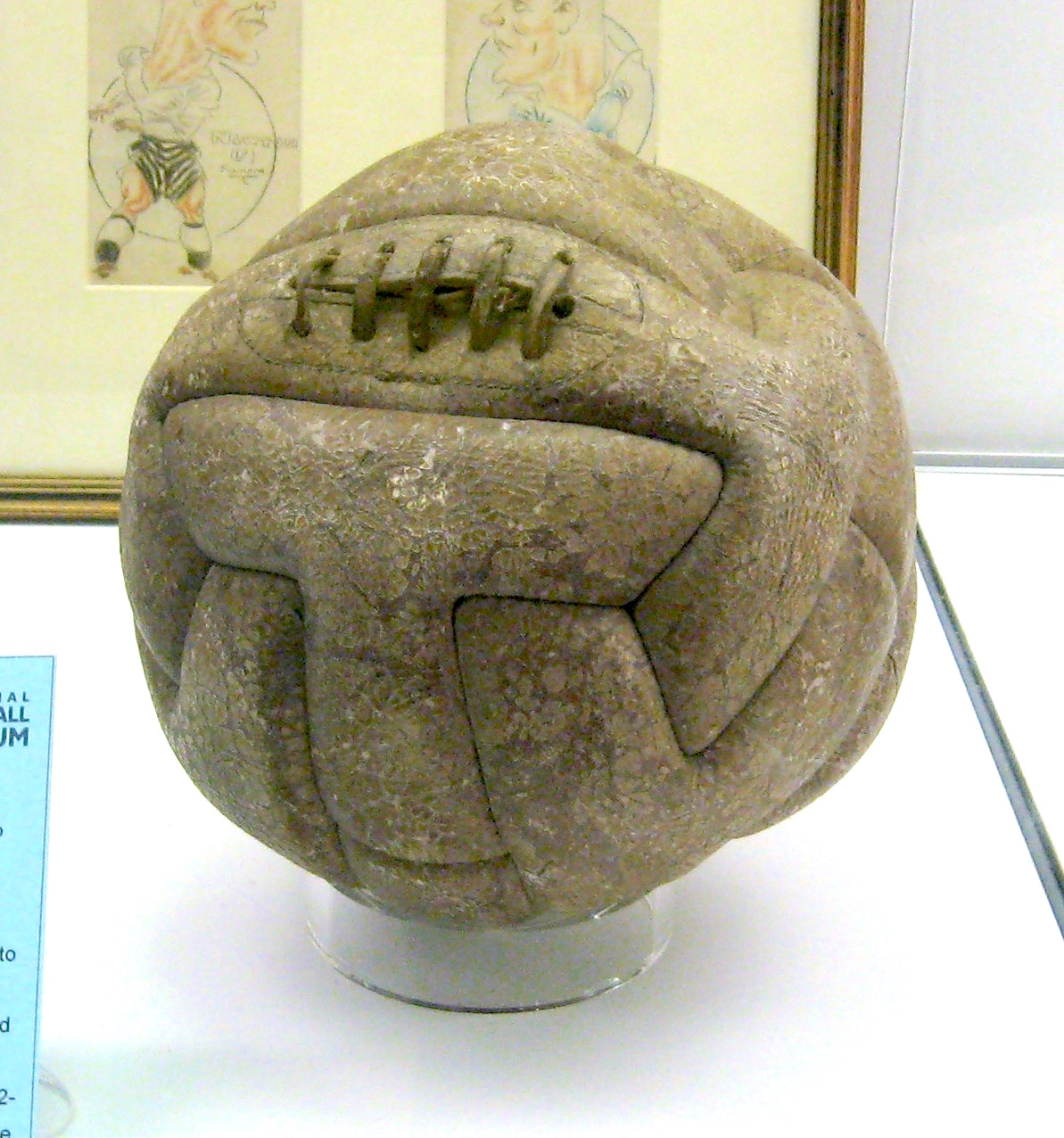
كرة القدم للأوروغواي المستخدمة في الشوط الثاني لنهائي كأس العالم لكرة القدم 1930.

استمرت محاولات تخفيف عيوب هذه الكرة، فقد استخدمت نوعية مختلفة من جلود الحيوانات، مما أدى إلى تنوع كرات القدم من حيث السُمْك والجودة ونوعية الجلود مما أدى في كثير من الأحيان إلى الاختلاف على نوعية الكرة خلال المباراة، من أشهرها ذلك الخلاف الذي وقع في المباراة النهائية في كأس العالم الأولى عام 1930 م بين الأرجنتين وأوروغواي، حيث لم يوافق كلٌ منهما على استخدام الكرة الأخرى في المباراة، وفي النهاية تم الاتفاق على استخدام كرة القدم الأرجنتينية في الشوط الأول وكرة القدم التي قدمتها أوروغواي في الشوط الثاني، وكانت الأرجنتين متقدمة في نهاية الشوط الأول بهدفين مقابل هدف واحد باستخدام كرة القدم الأرجنتينية، ومع ذلك عاد الأوروغواي للفوز في المباراة في الشوط الثاني بأربعة أهداف مقابل هدفين باستخدام الكرة الخاصة بهم؛ أثارت هذه المباراة جدلاً كبيراً في مدى تسبب نوعية كرة القدم في تحقيق الفوز للأوروغواي وفتحت المجال لتطور كرة القدم بشكل كبير.

### من 1930 إلى 1960

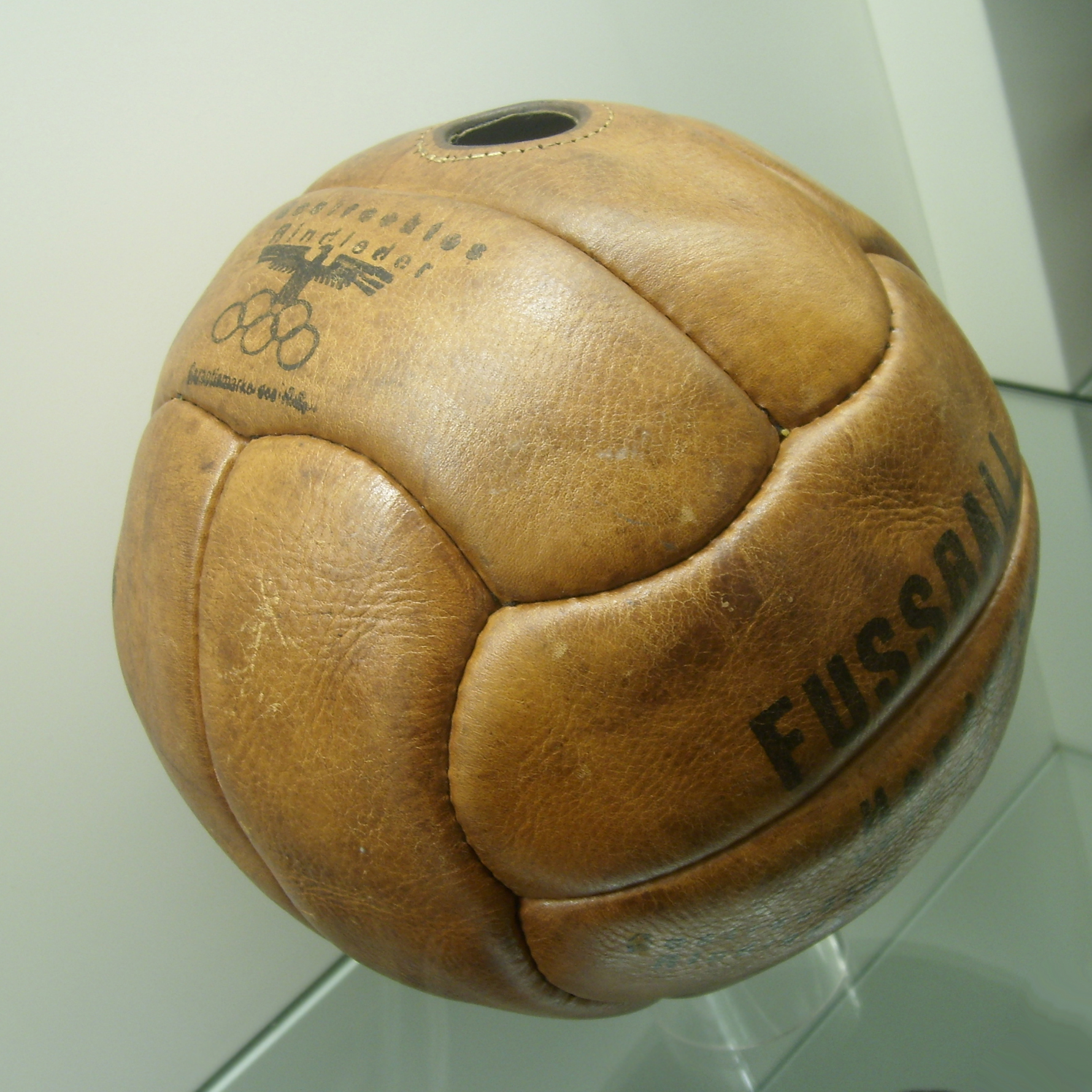
كرة القدم مصنوعة في ألمانيا عام 1935 استخدمت في دورة الألعاب الأولمبية الصيفية عام 1936.

أدخلت خلال الحرب العالمية الثانية تحسينات أخرى في الإنتاج، حيث أضيف نوع من القماش القوي ذي مواصفات خاصة قابلة للتمدد إلى حد معين بين المتانة والسطح الخارجي الذي يغطي كرة القدم أعطى هذا التحسين مزيداً من التحكم في أسلوب وحركة الكرة وشكل كروي أفضل، ومع ذلك فقد لعبت نوعية كرات القدم دوراً حاسماً في نتائج المباريات بسبب انفجار الكرة خلال المباراة.
في عام 1950 م، تم التخلص من مشكلة امتصاص الماء باستخدام الدهانات الاصطناعية وغيرها من المواد غير قابلة لاختراق المياه إلى غلاف الجلد، تم استخدام لون الدهان البرتقالي لتسهيل مشاهدة الكرة أثناء هطول الثلج. كما اكتشف نوع جديد من الصمامات يمكن بواسطته القضاء على خروج الهواء أثناء المباراة من فتحة إدخال الهواء في الكرة. في عام 1951، ومع ظهور الأضواء الكاشفة سمح باستخدام الكرة البيضاء لمساعدة المشاهدين على رؤية الكرة بشكل أسهل من اللون البرتقالي. ولكن لا يزال حجم ونوع كرة القدم يتسبب في الكثير من الجدل فقد فضلت بعض البلدان أنواعاً مختلفة من كرات القدم ورفضت اللعب بها بلدان أخرى مما أجبر الإتحاد الدولي لكرة القدم إلى عمل دراسات لإيجاد كرة قدم موحدة الحجم والوزن والنوع.

### من 1960 إلى 2000

شكل التصميم الذي توصل إليه المهندس المعماري ريتشارد بكمنستر فولر

مع التقدم العلمي ظهر اكتشاف جديد ساهم بتطوير كرة القدم بشكل كبير وهو الجلد الصناعي. وفي عام 1960 تم إنتاج أول كرة اصطناعية كلياً بواسطة الجلد الصناعي، وكان الجلد الصناعي المستخدم في كرة القدم يحاكي نظام الجلد الطبيعي مع امتصاص أقل بكثير للمياه، وراحة أكثر للأقدام وسرعة ارتداد أعلى. ساعدت الجلود الاصطناعية على سهولة إيجاد تصميم جديد لكرة القدم، حيث قام المهندس المعماري الأمريكي ريتشارد بوكمينستر فولر بإعداد تصميم لكرة القدم عندما كان يحاول العثور على طريقة لبناء المباني باستخدام الحد الأدنى من المواد؛ الشكل الذي توصل إليه هو عبارة عن سلسلة من الشكل خماسي الأضلاع وسداسي الأضلاع التي يمكن تركيبها معا لتكوين سطح كروي.
في بطولة كأس العالم لكرة القدم 1970 في المكسيك استخدمت كرة قدم سميت باسم تيليستار (بالإنجليزي Telstar) من شركة أديداس وتم تطبيق شكل التصميم الذي توصل إليه المهندس المعماري ريتشارد بكمنستر فولر على كرة القدم حيث تتألف الكرة تيليستار من 12 جزء من خماسي الأضلاع و20 جزء من سداسي الأضلاع تمت خياطتها معاً، ونفخها بالهواء لتحقق الشكل الدائري. استخدام اللونان الأبيض والأسود في الكرة لمساعدة المشاهدين على التلفزيون الأبيض والأسود على مشاهدة الكرة بوضوح.

### من 2000 إلى 2009
استمرت التطورات في تصميم كرة القدم، حيث تم افتتاح الكثير من الشركات المختصة بصناعة كرة القدم مثل اديدس ونايك وبوما وأصبحت مؤخراً تستخدم مواد عالية الجودة وساهمت التكنولوجيا الجديدة في اختبار كرة القدم واختلفت التصاميم لكل بطولة، وأصبح يعقد مهرجان لعرض تصميم كرة القدم في كل بطولة.

### منذ 2010 لغاية الآن
أشهر كرة قدم أنتجت في العام 2010 هي كرة القدم جابولاني مصنعة من قبل شركة أديداس، تمت دراساتها بالتعاون مع الأكاديميين في جامعة لوبورو  كانت الكرة الرسمية ل نهائيات كأس العالم لكرة القدم 2010 في جنوب أفريقيا. تتكون الكرة من سطح مركب من ثمانية لوحات مصبوبة حرارياً تهدف إلى تحسين الديناميكا الهوائية، تم استخدام آخر ما توصلت إليه التكنولوجيا الحديثة

## الصانعون

### كأس العالم لكرة القدم
يوضح الجدول التالي الكرات المستخدمة في بطولات كأس العالم لكرة القدم:

| النسخة | المستضيف                 | الكرة الرسمية               | الصورة | الشركة المصنعة |
| ------ | ------------------------ | --------------------------- | ------ | -------------- |
| 1930   | الأوروغواي               | كرة الإرجنتين وكرة أوروغواي | &      |                |
| 1934   | إيطاليا                  | الإتحادية 102               |        |                |
| 1938   | فرنسا                    | ألين (كرة قدم)              |        |                |
| 1950   | البرازيل                 | تي ألين سوبر                |        |                |
| 1954   | سويسرا                   | بيكوين                      |        |                |
| 1958   | السويد                   | النجم الأعلى                |        |                |
| 1962   | تشيلي                    | الصدع (كرة قدم)             |        |                |
| 1966   | إنجلترا                  | التحدي (كرة قدم)            |        |                |
| 1970   | المكسيك                  | تيليستار                    |        | أديداس         |
| 1974   | ألمانيا                  | تيليستار تشيلي              |        | أديداس         |
| 1978   | الأرجنتين                | رقصة التانجو                |        | أديداس         |
| 1982   | إسبانيا                  | التانجو أسبانيا             |        | أديداس         |
| 1986   | المكسيك                  | أزتيكا                      |        | أديداس         |
| 1990   | إيطاليا                  | أيتروسكو                    |        | أديداس         |
| 1994   | الولايات المتحدة         | كويسترا                     |        | أديداس         |
| 1998   | فرنسا                    | تريكولور                    |        | أديداس         |
| 2002   | كوريا الجنوبية · اليابان | فيفرنوفا                    |        | أديداس         |
| 2006   | ألمانيا                  | تيمغايست                    |        | أديداس         |
| 2010   | جنوب إفريقيا             | جابولاني                    |        | أديداس         |
| 2014   | البرازيل                 | برازوكا                     |        | أديداس         |
| 2018   | روسيا                    |                             |        | أديداس         |
| 2022   | قطر                      |                             |        | أديداس         |

### بطولات كأس الأمم الأوروبية

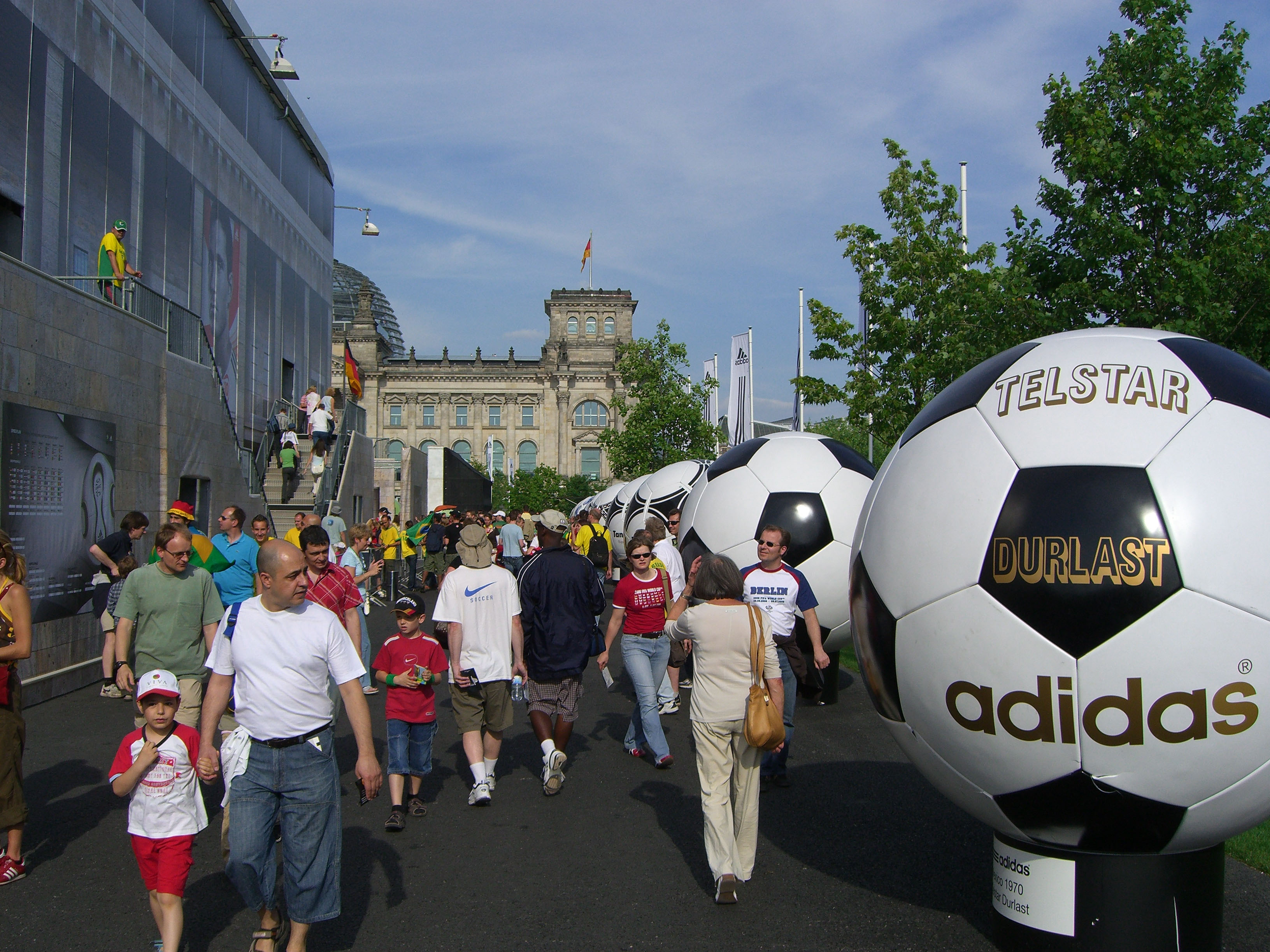
نسخ عملاقة من كرة قدم أديداس الكلاسيكية باللون الأسود والأبيض

يوضح الجدول التالي كرات القدم المستخدمة في بطولات كأس الأمم الأوروبية.